# Jaapiella sediflora
Jaapiella sediflora är en tvåvingeart som beskrevs av Fedotova 2005. Jaapiella sediflora ingår i släktet Jaapiella och familjen gallmyggor.
Artens utbredningsområde är Kazakstan. Inga underarter finns listade i Catalogue of Life.